# Novohrodivka
Novohrodivka (em ucraniano:  Новогродівка, em russo:  Новогродовка) é uma cidade da Ucrânia, situada no Oblast de Donetsk. Tem 6 km² de área e sua população em 2020 foi estimada em 14.481 habitantes.